# Where Are Your Children?
Where Are Your Children? est un film américain en noir et blanc réalisé par William Nigh, sorti en 1943.

## Synopsis
Se sentant négligée parce que ses deux parents travaillent dans des usines de défense, Judy Wilson rencontre et tombe amoureuse du gentil Danny Chester. Il s'enrôle dans la Marine et est envoyé à San Diego pour s'entraîner. Judy accepte une invitation à faire un tour à San Diego avec les amis pas très fréquentables de Danny : Herb, Opal et Jerry. Elle ignore que la voiture a été volée. Sur le chemin, Jerry assassine un pompiste. Les quatre jeunes gens sont arrêtés. Danny essaye de se rendre au tribunal à temps pour innocenter Judy.

## Fiche technique
- Titre : Where Are Your Children?
- Titre français : : Où sont vos enfants ?[1]
- Réalisation : William Nigh
- Scénario : Hilary Lynn et George Wallace Sayre
- Photographie : Ira H. Morgan et Mack Stengler
- Montage : W. Duncan Mansfield
- Producteur : Jeffrey Bernerd et Trem Carr
- Société de production et de distribution : Monogram Pictures
- Pays de production :  États-Unis
- Langue d'origine : anglais américain
- Format : noir et blanc — pellicule : 35 mm — image : 1,37:1 — son : mono
- Genre : drame psychologique, film policier
- Durée : 73 minutes
- Dates de sortie : 
  - États-Unis : 26 novembre 1943
  - France : 16 juin 1948

## Distribution
- Jackie Cooper : Danny Cheston
- Gale Storm : Judy Wilson
- Patricia Morison : Linda Woodford
- John Litel : le juge Evans
- Gertrude Michael : Nell Wilson
- Anthony Warde (en) : Jim Lawson
- Evelyn Eaton : Opal Becker
- Addison Richards : Halstead
- Sarah Edwards : Matron
- Betty Blythe : Mrs. Cheston
- Jimmy Zahner : Jerry Doane
- Charles Williams : Mack
- Herbert Rawlinson : le maître d'hôtel